# Mezoregion Vale do Rio Doce

Mezoregion Vale do Rio Doce

Mezoregion Vale do Rio Doce – mezoregion w brazylijskim stanie Minas Gerais, skupia 102 gminy zgrupowanych w siedmiu mikroregionach. 

## Mikroregiony
- Aimorés
- Caratinga
- Governador Valadares
- Guanhães
- Ipatinga
- Mantena
- Peçanha